# Plicofollis tonggol
Plicofollis tonggol är en fiskart som först beskrevs av Bleeker, 1846.  Plicofollis tonggol ingår i släktet Plicofollis och familjen Ariidae. Inga underarter finns listade i Catalogue of Life.